# Округ Гадсден (Флорида)
Гадсден (енгл. Gadsden County) је округ у америчкој савезној држави Флорида. По попису из 2010. године број становника је 46.389.

## Демографија
Према попису становништва из 2010. у округу је живело 46.389 становника, што је 1.302 (2,9%) становника више него 2000. године.
| Група             | 2000.          | 2010.          |
| Белци             | 16.174 (35,9%) | 15.335 (33,1%) |
| Афроамериканци    | 25.763 (57,1%) | 25.996 (56,0%) |
| Азијати           | 117 (0,3%)     | 227 (0,5%)     |
| Хиспаноамериканци | 2.782 (6,2%)   | 4.419 (9,5%)   |
| Укупно            | 45.087         | 46.389         |